# Ernest-René Peltereau
Ernest-René Peltereau est un mycologue et botaniste français né le 3 avril 1842 à Vendôme, où il est mort le 10 décembre 1928.

## Biographie
Notaire de profession, il a été le quinzième président de la Société archéologique, scientifique et littéraire du Vendômois, et réélu à plusieurs reprises (de 1903 à 1905, 1909 à 1911 et de 1920 à 1922), membre fondateur, et trésorier de la Société mycologique de France. Il est le neveu d’Émilien Renou.
Formé à la mycologie par Émile Boudier, il publie en 1912, à la Société archéologique du Vendômois, une table méthodique et par noms d'auteurs des 50 premières années du « Bulletin » (1862-1911).
Une russule lui a été dédiée par l’abbé Charles-Auguste Séjourné (1843-1900) dans son Album mycologique : champignons des environs de Blois (2 volumes de planches in-folio, dessins à l’aquarelle) : Russula cyanoxantha f. peltereaui Singer, 1925.

## Œuvres mycologiques

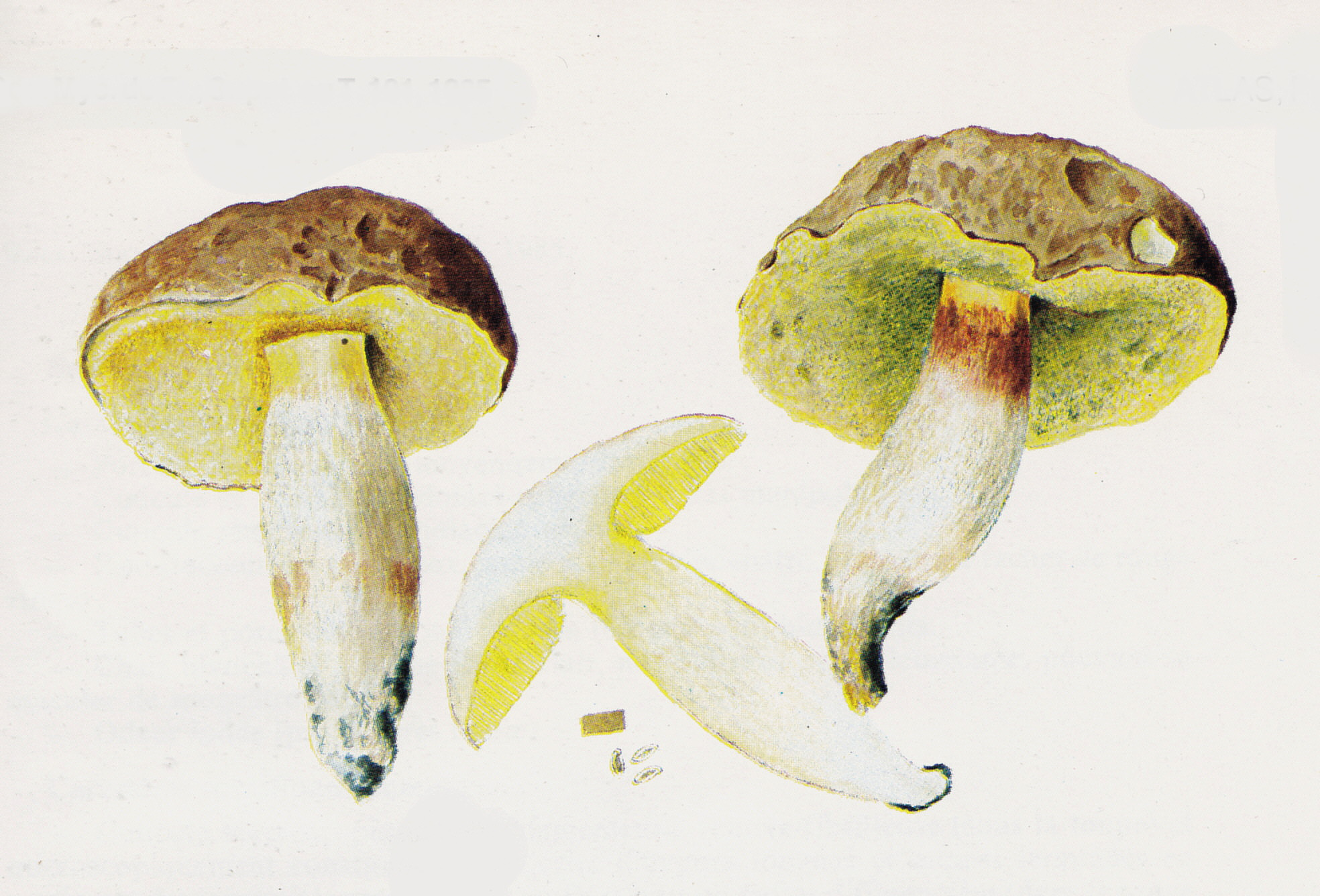
Boletus depilatus, aquarelle de Peltereau peinte en 1896.

- Ernest-René Peltereau, « Études et observations sur les russules », Bulletin de la Société mycologique de France, t. XXIV, no 2,‎ 1908, p. 95-120 (lire en ligne).
- Ernest-René Peltereau, « Contribution à l'étude des bolets », Bulletin de la Société mycologique de France, t. XLII,‎ 1926, p. 197-202 (lire en ligne).

De 1925 à sa mort en 1928, certaines de ses aquarelles, surtout de Bolets, sont publiées dans le bulletin de la Société mycologique de France (Atlas de la SMF).

## Distinctions
- Officier d'académie
- Chevalier de l'ordre du Mérite agricole